# David Manners

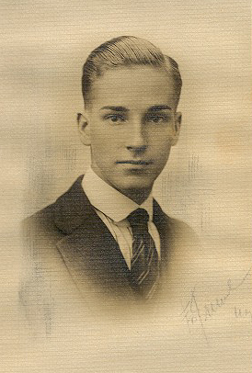
David Manners (1917)

David Manners (eigentlich Rauff de Ryther Duan Acklom, * 30. April 1900 in Halifax, Nova Scotia, Kanada; † 23. Dezember 1998 in Santa Barbara, Kalifornien) war ein kanadisch-amerikanischer Schauspieler.

## Leben und Karriere
David Manners wurde in Kanada als Sohn des Schulleiters und Autors George Moreby Acklom (1870–1959) geboren, die Familie zog später jedoch nach New York. Er studierte ursprünglich Forstwirtschaft an der University of Toronto, als er dies jedoch zu langweilig fand, wurde er gegen den Willen seiner Familie Schauspieler. Er trat zunächst am Theater unter anderem unter der Regie von George Cukor auf, bevor er zu Beginn der Tonfilmzeit nach Hollywood kam. 
Mannes erhielt einen Vertrag bei Warner Brothers, spielte jedoch auch für andere Studios. Eine seiner ersten Rollen hatte er in dem Kriegsfilm The Journey's End (1930) unter Regie von James Whale. Ein Jahr später setzte ihn Tod Browning in Dracula ein, wo er in einer seiner bekanntesten Rollen als Gegenspieler von Bela Lugosis Dracula auftrat. Manners wirkte noch in zwei weiteren Horrorfilmen mit, 1932 in Die Mumie mit Boris Karloff sowie 1934 in Die schwarze Katze, bei letzterem sowohl mit Karloff als auch mit Lugosi. Neben den Horrorfilmen, für die er heute noch am bekanntesten ist, trat David Manners regelmäßig als Leading Man neben etablierten weiblichen Stars wie Ruth Chatterton in The Right to Love, Barbara Stanwyck in The Miracle Woman und Kay Francis in Man Wanted zu sehen. Manners gab außerdem den Filmpartner von Katharine Hepburn in ihrem Filmdebüt in A Bill of Divorcement. Im Jahr 1933 war er ein Gründungsmitglied der Schauspielergewerkschaft Screen Actors Guild.
Von 1929 bis zur Scheidung 1931 war David Manners mit Suzanne Bushnell verheiratet. 1936 zog sich Manners unerwartet aus dem Filmgeschäft zurück und lebte anschließend lange Jahre allein auf einer Ranch in der Mojave-Wüste nahe dem kalifornischen Victorville. Für den plötzlichen Rückzug Manners gilt seine unterdrückte Homosexualität als Hauptgrund; bis heute gibt es Spekulationen über die Zahl jener Schauspieler und Kreativen, die ihre Homosexualität für die Karriere oder auf Druck der Hollywooder Studios verheimlichen mussten. In der Einsamkeit der Wüste setzte er sich mit spirituellen und religiösen Themen auseinander und verfasste zwei Bücher. Von etwa 1948 bis zu dessen Tod im Jahre 1978 war der Autor Bill Mercer sein Lebensgefährte, sie lebten in Pacific Palisades und betrieben eine Kunstgalerie.
Vereinzelt trat Manners bis in die 1950er-Jahre noch als Theaterschauspieler in Erscheinung. Zu erwähnen ist sein Auftritt in Maxwell Andersons Truckline Cafe neben einem damals noch unbekannten Marlon Brando im Jahr 1946. Brando gab mehrfach an, er würde seine Karriere auch der Unterstützung von Manners verdanken.
David Manners soll auch einen der ersten 100 Sterne auf dem Hollywood Walk of Fame erhalten haben, der aber später aus unbekannten Gründen wieder entfernt wurde. Diese urbane Legende gilt jedoch mittlerweile als widerlegt: Die Sterne des berühmten Ehrenweges wurden fast drei Jahrzehnte nach Manners' Karriereende in den 1960ern, meist jedoch ab den 70er-Jahren in den Boden gelassen und laut Angaben einer langjährigen führenden Mitarbeiterin der für den Walk of Fame zuständigen Handwerkskammer, Ana Martinez, liegen in den Archiven keine Informationen zu einem Stern für Manners vor. Ein Bewerbungsverfahren für einen Stern wäre jederzeit möglich.
David Manners starb im hohen Alter von 98 Jahren in einem Altersheim, in dem er seine letzten beiden Lebensjahre verbracht hatte.

## Filmografie
- 1929: The Sky Hawk
- 1930: Journey's End
- 1930: He Knew Women
- 1930: Sweet Mama
- 1930: Kismet
- 1930: The Truth About Youth
- 1930: Mothers Cry
- 1930: The Right to Love
- 1931: Dracula
- 1931: The Millionaire
- 1931: The Miracle Woman
- 1931: The Last Flight
- 1931: The Ruling Voice
- 1932: The Greeks Had a Word for Them
- 1932: Lady with a Past
- 1932: Beauty and the Boss
- 1932: Man Wanted
- 1932: Stranger in Town
- 1932: Crooner
- 1932: Eine Scheidung (A Bill of Divorcement)
- 1932: They Call It Sin
- 1932: The Death Kiss
- 1932: Die Mumie (The Mummy)
- 1932: From Hell to Heaven
- 1933: The Warrior's Husband
- 1933: The Girl in 419
- 1933: Die Legion des Todes (The Devil’s in Love)
- 1933: Torch Singer
- 1933: Roman Scandals
- 1934: The Luck of a Sailor
- 1934: Die schwarze Katze (The Black Cat)
- 1934: The Great Flirtation
- 1934: The Moonstone
- 1935: Mystery of Edwin Drood
- 1935: The Perfect Clue
- 1935: Jalna
- 1936: Hearts in Bondage
- 1936: Ein aufsässiges Mädchen (A Woman Rebels)
- 1936: Lucky Fugitives